# Zechenwihler Hotzenhaus

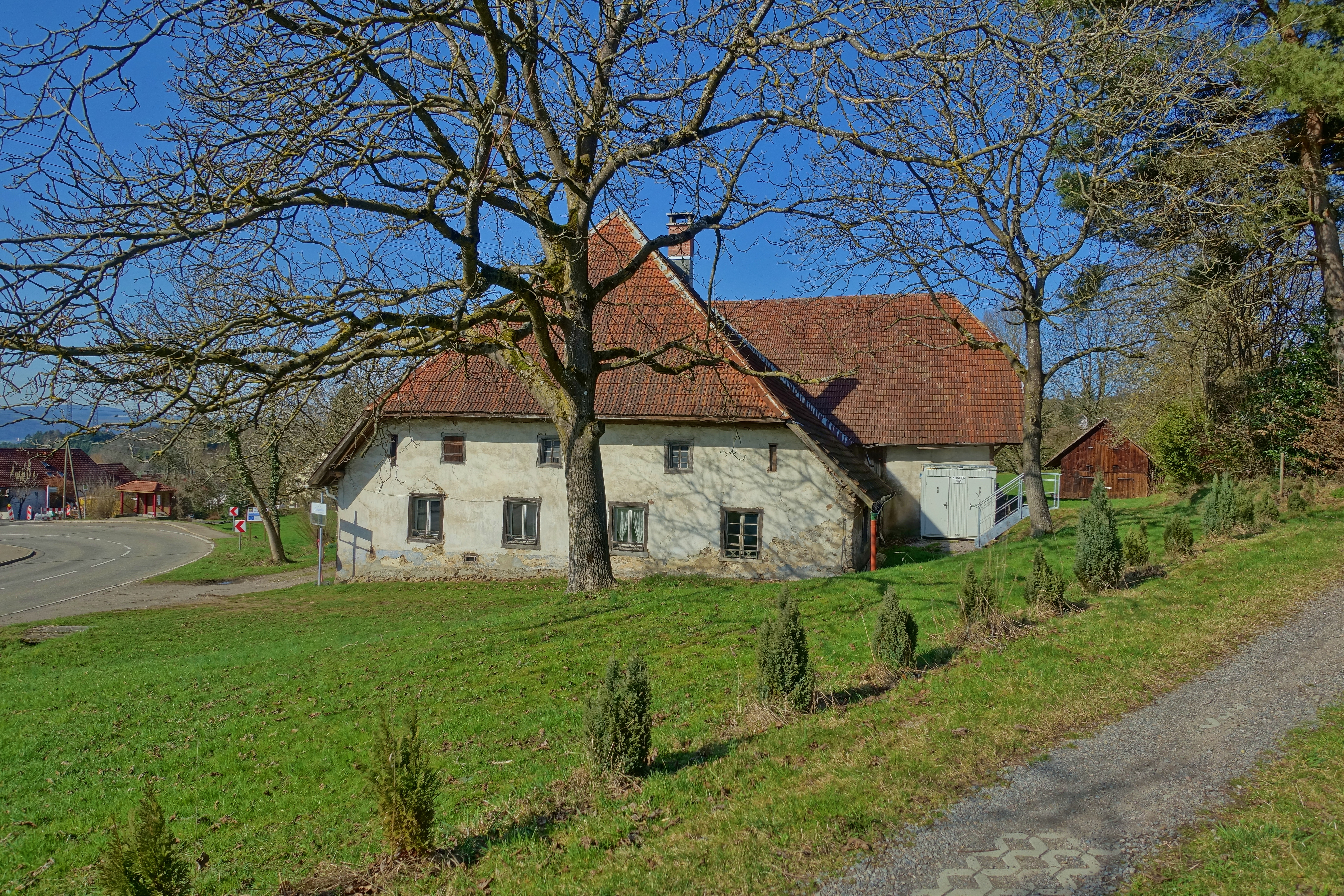
Zechenwihler Hotzenhaus

Das Zechenwihler Hotzenhaus im Dorf Zechenwihl, einem Ortsteil der Gemeinde Murg im Landkreis Waldshut in Baden-Württemberg, wurde 1748 erbaut. Das Hotzenhaus mit der Adresse Hotzenwaldstraße 87 ist ein geschütztes Kulturdenkmal.
Das zweigeschossige Zechenwihler Hotzenhaus ist als typisches Schwarzwaldhaus eines der letzten seiner Art. Obwohl es in der Vergangenheit mehrmals umgebaut wurde, ist das fast 300 Jahre alte Haus noch weitgehend im Originalzustand erhalten.
Das Haus besitzt fünf Firstsäulen von zehn Meter Höhe und einen quer darüber liegenden Firstbalken von 18 Meter Länge. Im Jahr 1842 kam auf der Hangseite ein Einfahrtshaus dazu, das ein vorgezogenes Krüppelwalmdach besitzt. 1876 wurde das Holzhaus mit Steinmauern ummantelt. Zur gleichen Zeit wurde die Dachbedeckung mit Stroh durch Ziegel ersetzt.
Der Verein Zechenwihler Hotzenhaus nutzt das ehemalige Bauernhaus als Museum und für Kulturveranstaltungen.
Das Haus wurde von der Denkmalstiftung Baden-Württemberg zum „Denkmal des Monats März 2020“ ernannt.